# Ollolai
Ollolai est une commune italienne de la province de Nuoro dans la région Sardaigne en Italie. Elle a donné son nom à l'une des Barbagie de la province.

## Administration
| Période                                  | Période | Identité | Étiquette | Qualité |
| ---------------------------------------- | ------- | -------- | --------- | ------- |
|                                          |         |          |           |         |
| Les données manquantes sont à compléter. |         |          |           |         |

### Communes limitrophes
Gavoi, Mamoiada, Olzai, Ovodda, Sarule, Teti